# Boy (canción de Erasure)
Boy es el séptimo EP publicado del dueto inglés de música electrónica Erasure, lanzado en 2006.

Este sencillo es una canción compuesta por Vince Clarke y Andy Bell.

## Descripción
Boy fue el único corte de difusión del álbum acústico Union Street, la versión original apareció en el álbum Cowboy.
Este EP, debido a su duración extendida, no fue elegible para el ranking británico. Alcanzó el puesto 17 en Dinamarca.

## Lista de temas
| CD (Reino Unido) 1. «Boy» 3:47 2. «Cry So Easy» 2:55 3. «I Bet You're Mad At Me» (Vivo en la BBC) 3:36 4. «Jacques Cousteau» 3:42 Internet (Todas las regiones) 1. «Boy» 3:47 2. «Cry So Easy» 2:55 3. «Jacques Cousteau» 3:42 |

## Créditos
Este EP también cuenta con dos versiones acústicas no incluidas en el álbum Union Street: Cry So Easy, cuya versión original formó parte del primer álbum de la banda Wonderland y fue compuesto por Andy Bell y I Bet You're Mad At Me, tema que formó parte del álbum Nightbird compuesto por (Clarke/Bell), en este caso en la presentación realizada para la BBC.

También cuenta con el instrumental Jacques Cousteau, compuestos por (Clarke/Bell), tema que fue el único de la época de Union Street en el que Vince volvería a usar los sintetizadores.
Datos del set acústico:
Boy
Guitarra - Steve Walsh
Pedal steel guitar - Gordon Titcomb
Bajo acústico - Richard Hammond
Percusión - Ben Wittman
Cry So Easy
Guitarra - Steve Walsh
Banjo - Gordon Titcomb
Bajo acústico - Richard Hammond
Percusión - Kenny Wollesen
I Bet You're Mad At Me(Vivo en la BBC)
Guitarras - Vince Clarke and Nic Johnston
Coros - Ann-marie Gilkes and Valerie Chalmers
Grabado en el Janice Long Show en Radio 2, BBC